# Almeerderzand
Almeerderzand is de naam van het strand- en natuurgebied in Almere, en tevens van een woonbuurt in de wijk Almere Poort. Het hele gebied vormt een zone aan het IJmeer, naast de Hollandse Brug, met uitzicht op Muiderberg. Voor de dijk ligt het Almeerderstrand en achter de dijk ligt een bos met een beek erin. De natuurwaarde van dit gebied wordt vooral ontleend aan de orchideeën, die vooral in de buurt van de Hollandsebrug groeien. Het gebied sluit aan op het Pampushout en het Zilverstrand.
De woningen van Almeerderzand zijn gelegen aan de Marinaweg. Er liggen drie hoge appartementsgebouwen, met uitzicht over het IJmeer.

## Naam
Het Almeerderzand met het daar gelegen strand heette voorheen het Muiderzand. De naam werd in 1999 gewijzigd ter promotie van Almere als recreatiegebied. In de volksmond staat het strand nog steeds onder die naam bekend. Historisch sloeg de naam Muiderzand op een zanderige ondiepte in de Zuiderzee voor Muiden. Dergelijke ondiepten werden altijd vernoemd naar het stadje in de buurt. Zo is er het Enkhuizerzand en het Kornwerderzand. De naam Muiderzand is nu verbonden aan de jachthaven van Almere Poort, de Marina Muiderzand, die samen met het Almeerderstrand tot het Almeerderzand behoort.

## Bereikbaarheid
Almeerderzand is te bereiken via de snelweg A6 (Muiderberg - Joure), aansluiting 2 (Almere Poort). 
In de zomer van 2004 reed er een stad-strandbus van station Centrum via Almere 't Oor en de A6 naar het Almeerderzand. Aan het einde van de zomer is deze lijn 11 weer opgeheven wegens gebrek aan passagiers. 

## Referentie
1. ↑  Politieke Markt Almere (3 september 2009), Rommelige naamgeving gebied Muiderzand / Kustzone / Almeerderzand. Gearchiveerd op 30 juli 2021.